# Hidrónimo
Un hidrónimo (del griego ὕδωρ [hýdor] > ὑδρο- [hydro-], ‘agua’, y ὄνυμα [ónyma], forma alternativa del ático ὄνομα [ónoma] > -ώνυμος [-ōnymos] ‘nombre’) es el nombre propio por el que se designa una masa de agua. Hidronimia es el estudio de los hidrónimos y de cómo las masas de agua reciben su nombre y estos son transmitidos a lo largo de la historia.
Los nombres de los ríos son palabras muy resistentes al cambio lingüístico. En ese sentido, como formas lingüísticas, los hidrónimos se consideran formas muy conservadoras, así que los pueblos que suceden a otros en un lugar o asentamiento mantienen  el nombre dado a los elementos hídricos (por ejemplo, el Guadiana originalmente fue el río Anas, que los árabes llamaron simplemente wadi ana, 'río Anas', conservando el nombre usado por los hispanorromanos; posteriormente, los conquistadores cristianos de los andalusíes siguieron manteniendo el nombre en la forma moderna «Guadiana»).
Esta pervivencia de los antiguos hidrónimos es muy apreciada por los paleolingüistas, pues es un gran recurso para reconstruir lenguas desaparecidas, sus extensiones o posibles rutas migratorias.
Entre las lenguas indoeuropeas, los hidrónimos provenientes de lenguas distintas comparten étimos comunes. Los ríos Danubio, Dnieper, Dniéster, Don y Donets contienen la raíz protoindoeuropea *danu-, (IEW 175), con el significado de 'río, agua'. Estos topónimos son atribuidos al antiguo osético o escita.